# Proces izotermic
Un proces izotermic sau transformare izotermică este o transformare a unui sistem termodinamic în care temperatura rămâne constantă: ΔT = 0. Aceasta se întâmplă de obicei atunci când un sistem este în contact cu un rezervor termic exterior (baie de căldură), iar schimbarea în sistem va avea loc destul de încet pentru a permite sistemului menținerea la temperatura rezervorului prin schimbul de căldură.
În schimb, un proces adiabatic este acela în care un sistem nu schimbă căldură cu mediul (Q = 0). Cu alte cuvinte, într-un proces izotermic, valoarea ΔT = 0 și prin urmare schimbarea energiei interne ΔU = 0 (numai pentru un gaz ideal), dar Q ≠ 0, în timp ce într-un proces adiabatic, ΔT ≠ 0 dar Q = 0.
Se poate reprezenta în coordonate Clapeyron prin hiperbole echilatere denumite izoterme. Izotermele situate mai departe de originea axelor de coordonate corespund unor temperaturi mai mari.
Este descris, pentru cazul gazului ideal, de legea Boyle-Mariotte. Abaterile observate pentru gazele reale cresc simultan cu presiunea gazului.